# Nga Lsk Tengah
Nga Lsk Tengah is een bestuurslaag in het regentschap Aceh Utara van de provincie Atjeh, Indonesië. Nga Lsk Tengah telt 711 inwoners (volkstelling 2010).